# Valtellina

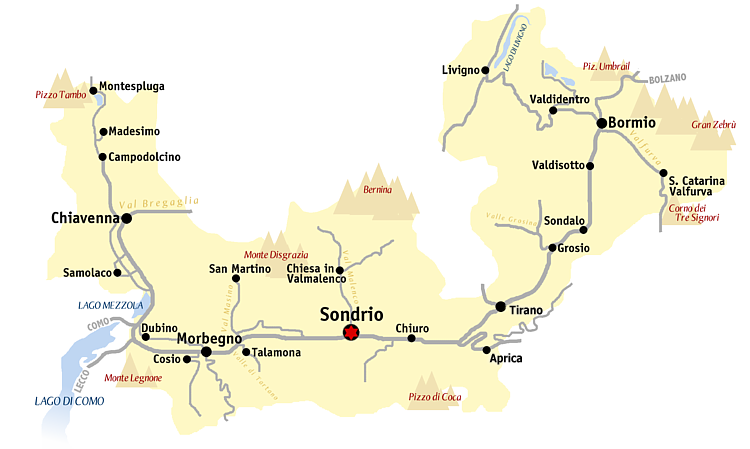

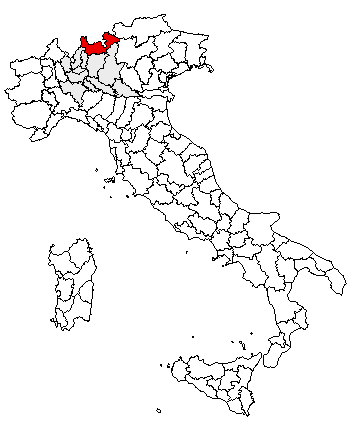

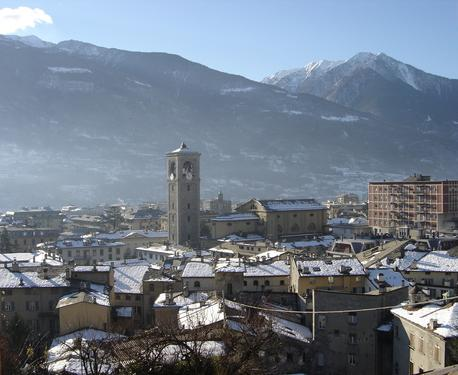
Sondrio, regionens huvudstad

Valtellina (lombardiska: Valtelina eller Valtolina, rätoromanska: Vuclina, tyska: Veltlin) är en region i Lombardiet i norra Italien på gränsen till Schweiz. Den omfattar dalen med samma namn, och oftast brukar sidodalar såsom Valchiavenna räknas in i begreppet, och motsvarar då geografiskt provinsen Sondrio med drygt 180 000 invånare. Huvudort och största stad är Sondrio. 
Valtellina är känt för sina skidorter (till exempel Livigno, Bormio och Chiesa in Valmalenco), och för heta källor.
I Valtellina produceras livsmedel som ost och bresaolakött. Dalen är känd för sitt vin, Valtellina DOC och Valtellina Superiore DOCG.

## Historia
Under perioden 1512-1797 var Valtellina untertanengebiet ("undersåtsområde" utan eget inflytande) till fristaten Drei Bünde (nuvarande kantonen Graubünden i Schweiz). 
Under trettioåriga kriget, närmare bestämt 1620-1639, gick dock makten över Valtellina förlorad till Spanien. Strider om makten över religion och kommunikationsleder var den huvudsakliga grunden. Ett av de blodigaste inslagen i denna konflikt ägde rum under fem dagar i juli 1620, då en utrensning av dalens protestantiska minoritet genomfördes. Flera hundra mördades, och övriga flydde. Händelsen kallas Veltliner Mord på tyska, Sacro macello ("heliga slakten") på italienska.
Efter ett av Frankrike understött uppror i dalen 1797 anslöts Valtellina till den nyinrättade Cisalpinska republiken, och kom därmed att senare bli en del av Italien.